# Station Eygelshoven
Station Eygelshoven is een van de twee spoorwegstations van het Limburgse dorp Eygelshoven. Het station ligt niet in Eygelshoven maar in Kerkrade. Het stationsgebouw stamde uit 1960 en is in 2003 gesloopt.
Op het station zijn weinig voorzieningen aanwezig, alleen een kaartautomaat, een fietsenstalling en enkele abri's.
Het station heette tot 22 mei 1966 Station Hopel, vanwege de ligging bij het gehucht Hopel. Eygelshoven had tot die datum namelijk een tweede station, aan de spoorlijn Heerlen – Herzogenrath, nabij de dorpskern. De naamswijziging werd uitgevoerd ondanks dat het station en de Hopel niet tot de toenmalige gemeente Eygelshoven hoorden, maar tot Kerkrade. Lokaal spreekt men nog van Station Hopel wanneer het huidige Station Eygelshoven wordt bedoeld.
Het oude station Eygelshoven werd geopend op 1 mei 1896. In 1909 kreeg het een eigen halte, die in de volksmond de kegelbaan werd genoemd. Het personenvervoer werd in 1952 gestaakt omdat de Nederlandse Spoorwegen de lijn te onrendabel vond. Het oude stationsgebouw werd toen waarschijnlijk ook gesloopt. Op deze locatie werd op 9 december 2007 een nieuwe halte geopend, die Eygelshoven Markt heet.

## Treinverbindingen
Station Eygelshoven heeft één spoor met perrons 1 en 2 aan weerszijden van de overweg (in het verlengde van elkaar). In tegenstelling tot station Daarlerveen en het in 2016 gesloten station Geerdijk zijn de perrons genummerd met 1 en 2, waar dit bij genoemde andere stations 1A en 1B is c.q. was.
De treinen uit de volgende treinserie halteren in de dienstregeling 2025 te Eygelshoven:
| Serie       | Treinsoort         | Route                                                                                                | Bijzonderheden |
| ----------- | ------------------ | --- | -------------- |
| 32000 RS 18 | Stoptrein (Arriva) | Maastricht Randwyck – Maastricht – Heerlen – Landgraaf – Eygelshoven – Chevremont – Kerkrade Centrum |                |

## Voor- en natransport
Met ingang van de dienstregeling van 2017 (11 december 2016) stopten er geen bussen meer bij station Eygelshoven. De halte bij dit station werd op 23 oktober 2017 weer in gebruik genomen voor de buurtbus Landgraaf - Übach-Palenberg.
De volgende buslijnen stoppen bij halte Eygelshoven, Station:
- Lijn 9: Landgraaf Station - Eygelshoven - Kerkrade Busstation
- Lijn 723: Landgraaf Station - Eygelshoven - Ubach over Worms - Rimburg - Übach-Palenberg

## Afbeeldingen

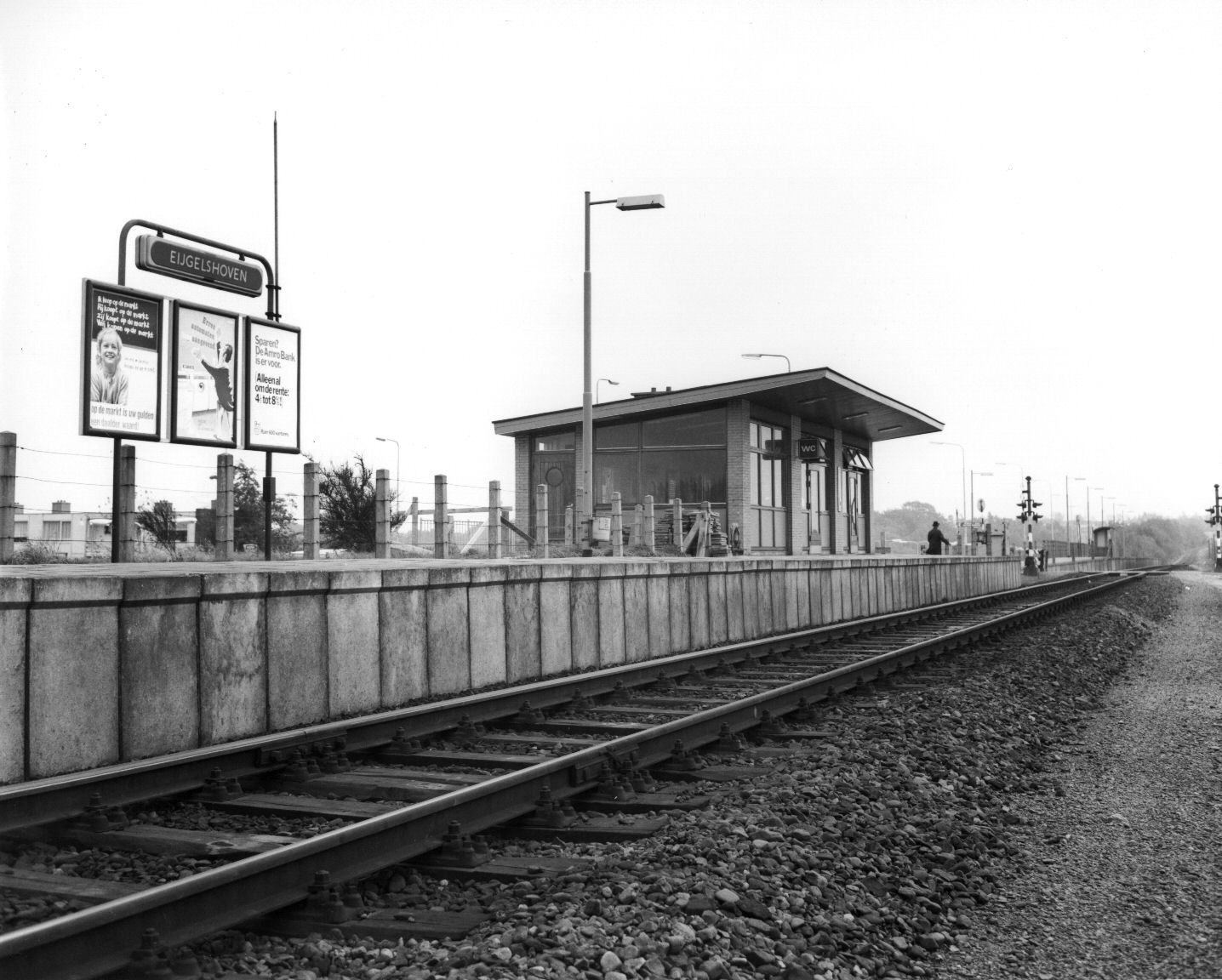
Station in 1970
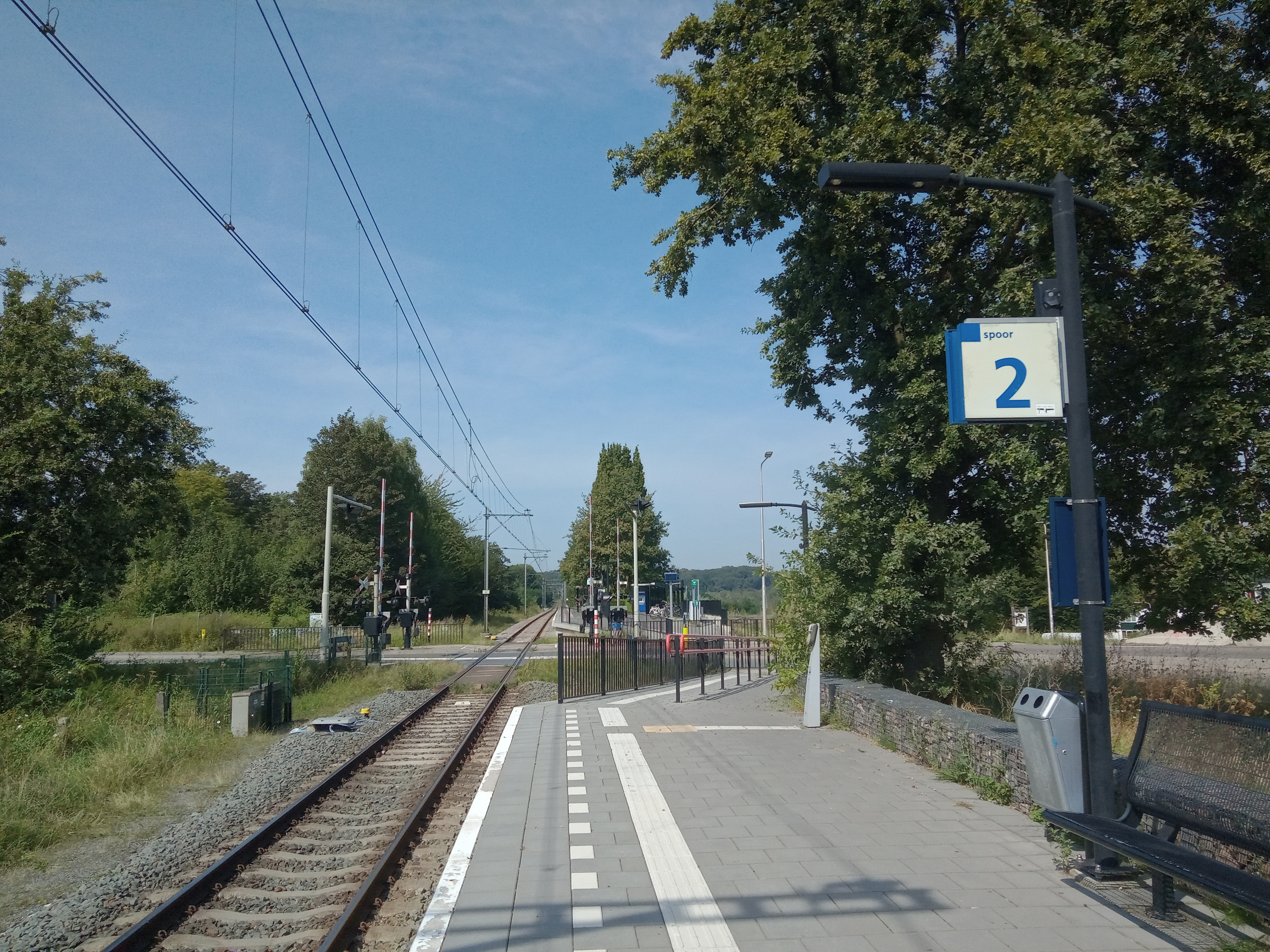
Perrons aan weerszijden van spoorwegovergang
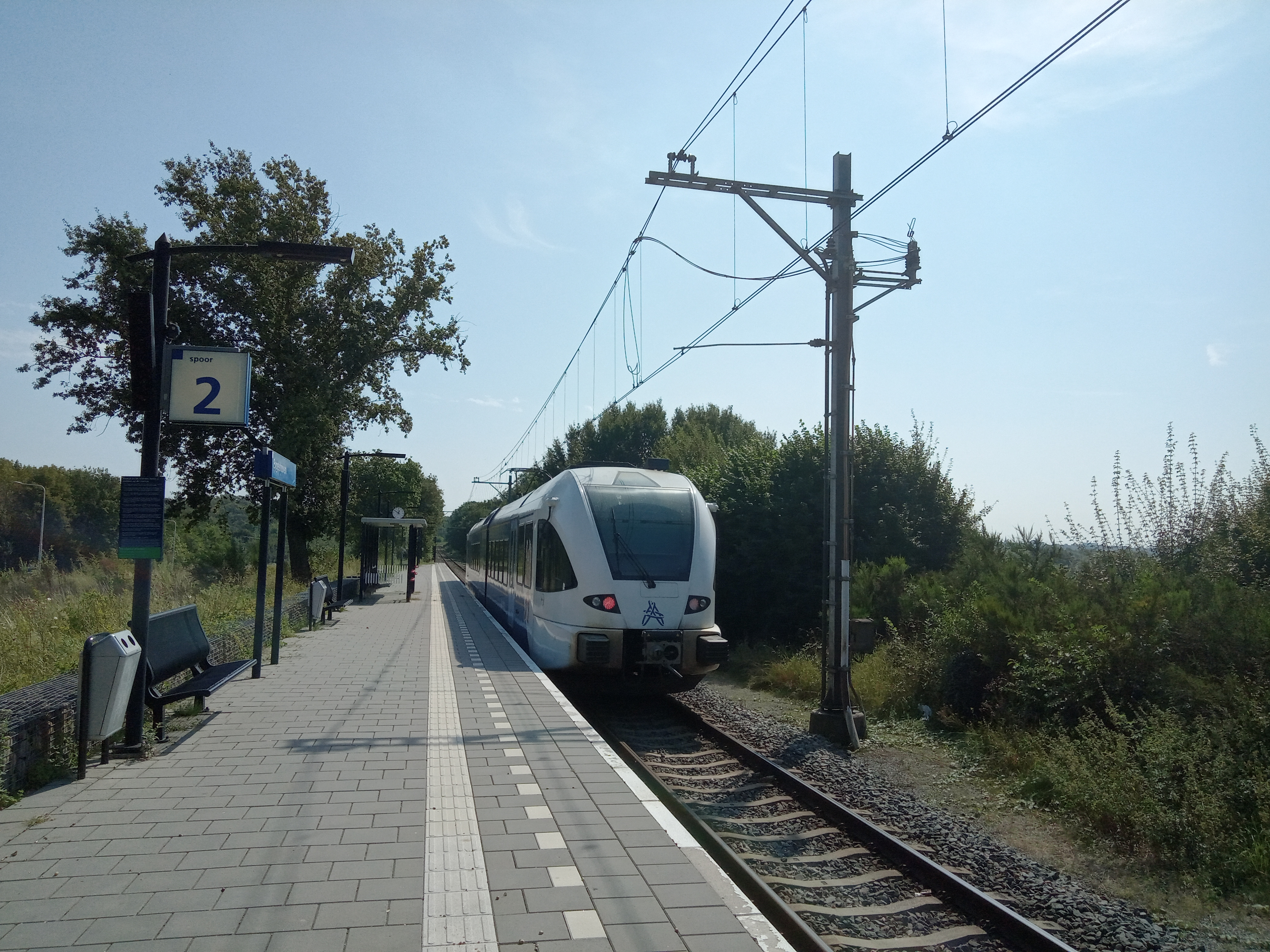
Arriva GTW op het station
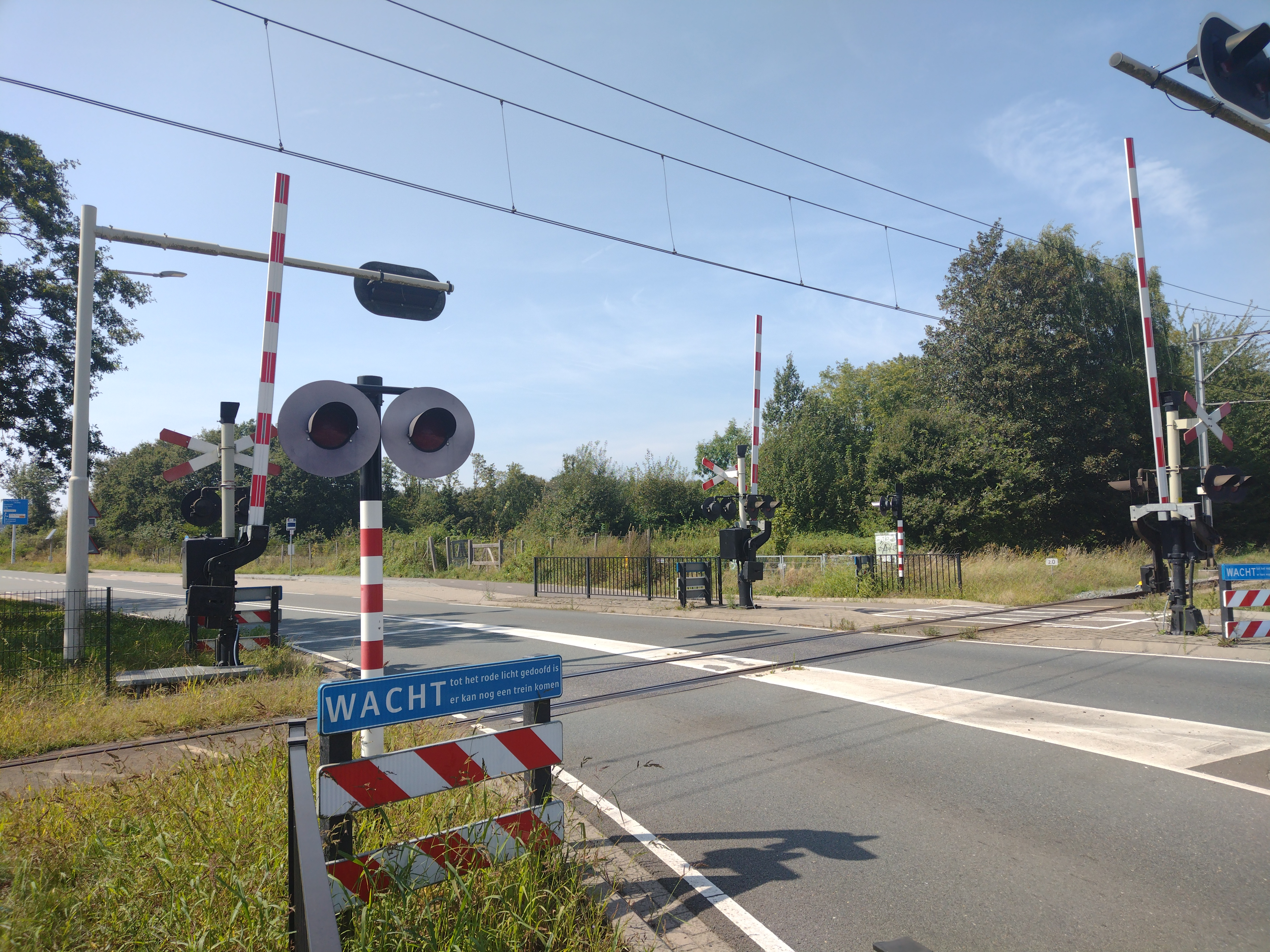
Spoorwegovergang

0: Landgraaf ·
2: Eygelshoven ·
4: Chevremont ·
6: Kerkrade Centrum ·
8: Spekholzerheide ·
12: Simpelveld
Beek-Elsloo ·
Blerick · 
Bunde · 
Chevremont · 
Echt ·
Eijsden ·
Eygelshoven ·
-Markt · 
Geleen:
-Lutterade · 
-Oost · 
Heerlen ·
-Woonboulevard ·
Hoensbroek · 
Horst-Sevenum · 
Houthem-Sint Gerlach · 
Kerkrade Centrum ·
Klimmen-Ransdaal · 
Landgraaf · 
Maastricht ·
-Noord · 
-Randwyck · 
Meerssen ·
Mook-Molenhoek ·
Nuth · 
Reuver · 
Roermond ·
Schin op Geul · 
Schinnen · 
Sittard · 
Spaubeek · 
Susteren · 
Swalmen · 
Tegelen · 
Valkenburg · 
Venlo · 
Venray ·
Voerendaal · 
Weert
Voormalige stations: zie de lijst van voormalige spoorwegstations in Limburg (Nederland)